# ケツの穴 〜初級篇〜
『ケツの穴 〜初級篇〜』は、日本の音楽グループケツメイシの2枚目のライブDVDである。2004年9月15日発売。発売元はトイズファクトリー。

## 概要
- 二枚組。一枚目は2004年に行われたワンマンツアーから5月27日・5月28日に横浜アリーナにて行われたライブを、二枚目には特典映像を収録。

## 収録曲

### DISC1
1. ケツの穴～初級篇～(4:25)
2. 1日(5:10)
3. お疲れsummerランチ快腸!(5:22)
4. ケツメの作り方(5:29)
5. こっちおいで(3:07)
6. 失恋(5:13)
7. 夜の天使(7:26)
8. 手紙～現在～(4:14)
9. 手紙～未来(5:13)
10. 痔持ち一代(5:38)
11. よる☆かぜ(3:37)
12. 夏の思い出(5:15)
13. 太陽(6:23)
14. トモダチ(5:25)
15. 花鳥風月(7:43)
16. 涙(6:58)
17. もっと(4:55)
18. 幸せをありがとう(6:29)
19. ビールボーイ(4:47)

### DISC2
1. メンバー密着秘蔵映像
2. 「花鳥風月」沖縄ライブver.
3. 「涙」超大作ショートムービー